# Теокрация
Теокрацията е форма на управление, при която религиозната и държавната власт са обединени. В буквален превод от гръцки теокрация означава „управление на Бога“. В най-честата употреба на термина теокрацията е система, при която държавната йерархия съвпада с тази на дадена религиозна деноминация.
Теократичното управление идва от Древен Египет, където народът е почитал фараона като Бог (Хор). Този вид управление може да просъществува само в затворена цивилизация. В наши дни някои ислямски държави може да бъдат определени като държави с теократична форма на управление. Разбира се, има религиозни групи и етноси, които, без да са държави, представляват затворени теократични общности, управлявани от служители на съответната религия.
От теократичното управление се появява и теократичната монархия, където властта е дадена на един човек от Бога. Единствените съвременни теократични държави са Ватиканът, Иран и Афганистан. Османската империя също е била управлявана теократично.
При теокрацията върховната политическа власт принадлежи на съдиите, а не на законодатели или министри. При нея няма нужда от законодателна власт – парламент, защото законът вече е даден и не може да има закон, по-справедлив от Божия закон. Законодателната власт принадлежи на Бога.
Теокрацията не се нуждае от изпълнителна власт – няма да има институция, която да се разпорежда с живота, свободата и собствеността на хората. При нея отделните индивиди, семейства и доброволни сдружения и бизнес са изпълнителната власт. Ще има нужда единствено от тълкуване на Закона за конкретните случаи в живота и в обществото, а това е работа на съдебната власт. Данъците, които днес служат за да поддържат законодателната, изпълнителната и съдебната власт, и прибират над 70% от заработените доходи на всеки работещ, няма да са в този размер. Бог е разпоредил „десятък“ само за дейността на институцията на съдиите.
В Библията царската власт не е „изпълнителна власт“, а съдебна. Моисей поставя съдии, които да отсъждат всеки отделен случай. Съдиите не се намесват в живота на хората, ненарушили Закона. Царската власт в дейността на Моисей се състои в това да приведе закона в дознание на цялото общество. Теокрацията е политическа власт на Божественото. Всякаква форма на власт на човек върху друг човек е недопустима.